# Venlo-Zwischenfall

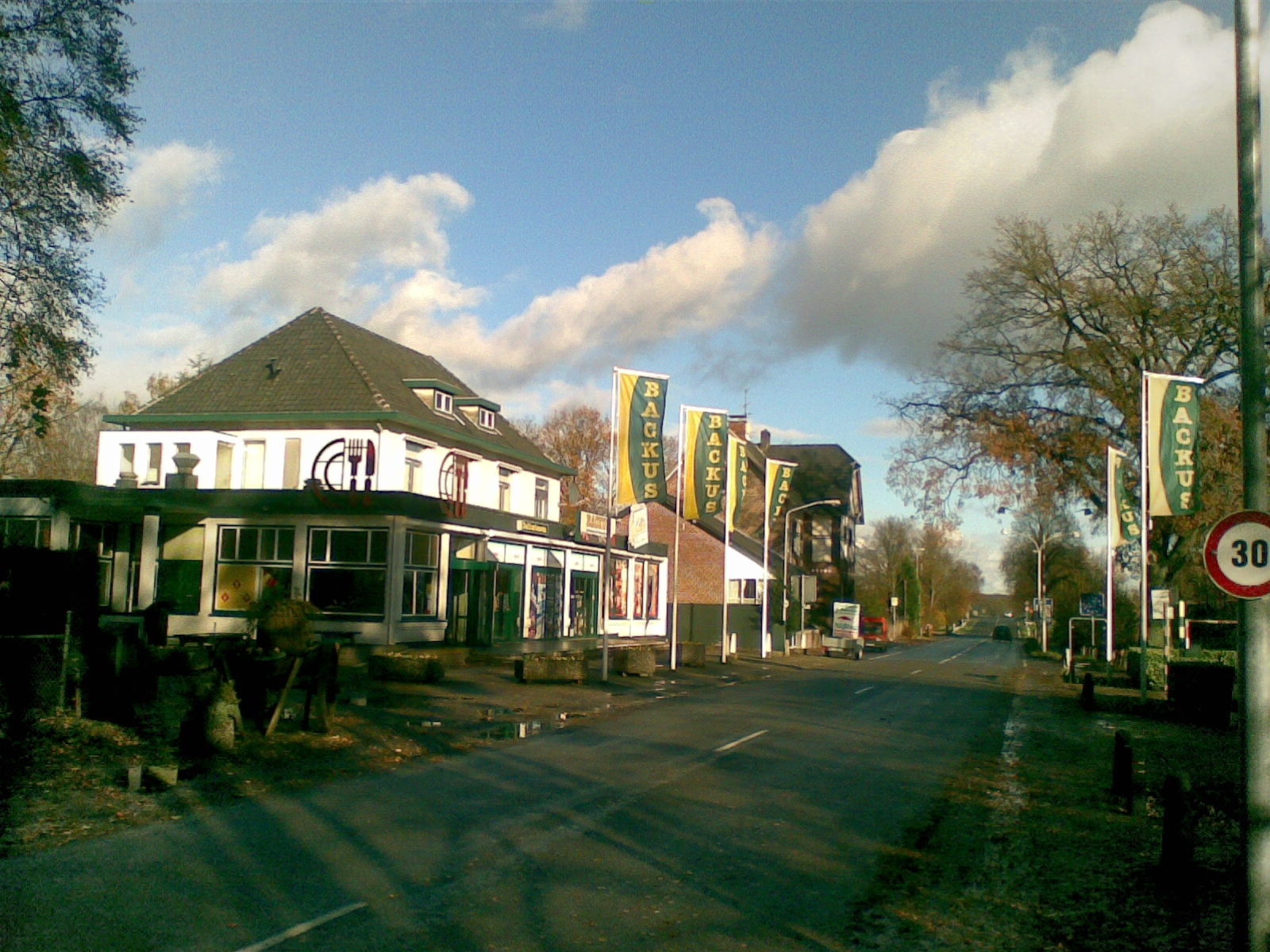
Das Café Backus, die Grenze im Hintergrund

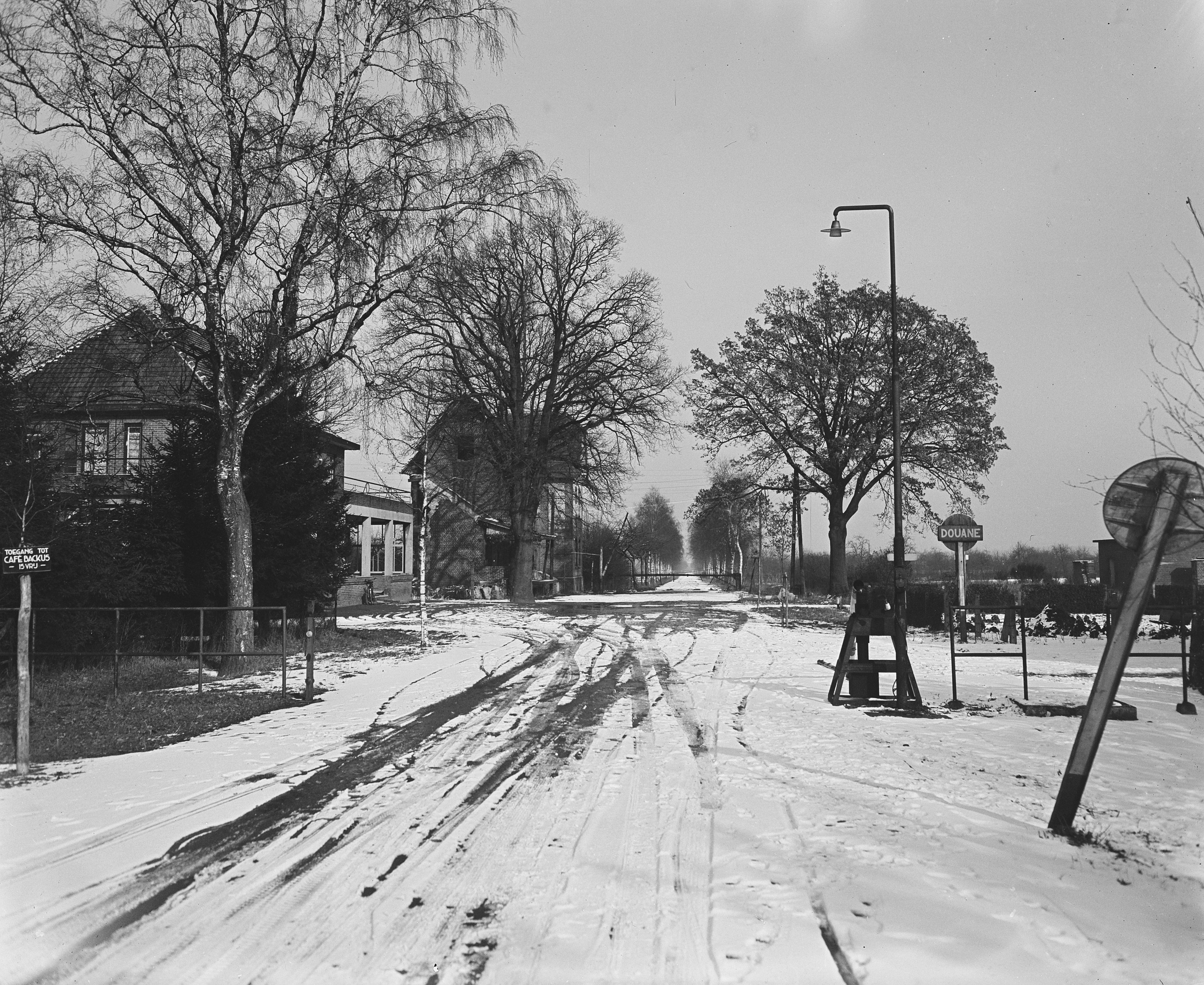
Nachstellung 1948: „Zugang zu Cafe Backus ist frei“, gebrochener holländischer Schlagbaum hinter der Laterne

Der Venlo-Zwischenfall (englisch Venlo incident) war die Enttarnung britisch-niederländischer Zusammenarbeit durch eine Entführung zweier britischer Geheimdienstoffiziere durch die deutsche SS, die im niederländisch-deutschen Niemandsland zwischen Venlo und Herongen am 9. November 1939 stattfand, also im „Sitzkrieg“ wenige Monate nach Beginn des Zweiten Weltkriegs. Ort des Zwischenfalls war das „Café Backus aan de Grens“, auf niederländischer Seite im Bereich zwischen den Schlagbäumen.

## Ablauf
Major Richard Henry Stevens und Captain Sigismund Payne Best waren Offiziere des britischen Secret Intelligence Service, die im Herbst 1939 in den Niederlanden mit vermeintlichen deutschen Hitlergegnern aus Kreisen der Wehrmacht in Kontakt standen. Hinter diesen verbargen sich aber in Wirklichkeit deutsche Geheimdienstagenten unter Leitung von Walter Schellenberg. Die Verhandlungen fanden in London Beachtung auf höchster Ebene. Premierminister Arthur Neville Chamberlain und Außenminister Lord Halifax sahen die Chance, dass Adolf Hitler von der Wehrmachtsführung beseitigt und der Krieg schon nach wenigen Monaten wieder beendet werden könnte.
Einen Tag nach dem Bürgerbräu-Attentat von Georg Elser liefen die britischen Agenten in der niederländischen Grenzstadt Venlo einem SS-Sonderkommando in eine Falle und wurden nach Deutschland entführt. Dabei wurde der niederländische Geheimdienstoffizier Luitenant Dirk Klop angeschossen, er starb später in Düsseldorf. Das Sonderkommando, das die Grenze zu den Niederlanden überschritt, stand unter der Leitung von SS-Sturmbannführer Alfred Naujocks. Drahtzieher in Berlin war Reinhard Heydrich, der Chef des Reichssicherheitshauptamts.
Die beiden entführten britischen Offiziere Stevens und Best wurden im KZ Sachsenhausen und im KZ Dachau inhaftiert und erlangten erst am 30. April 1945 bei der Befreiung der SS-Geiseln in Südtirol ihre Freiheit zurück.

## Folgen
Der Venlo-Zwischenfall machte weite Teile des britischen Spionagenetzes in West- und Mitteleuropa nahezu wertlos. Er führte zum Rücktritt des niederländischen Geheimdienstchefs Johan W. van Oorschot und lieferte Hitler einen Vorwand für den Einmarsch in die Niederlande am 10. Mai 1940. Die NS-Propaganda präsentierte Best und Stevens der deutschen Presse als Hintermänner des Attentats von Georg Elser. Im Jahr 2009 wurde ein Dossier des britischen Außenministeriums zum Venlo-Zwischenfall mit der Archiv-Nr. FO 371/23107 veröffentlicht, das ursprünglich bis 2015 gesperrt sein sollte und die Rolle der britischen Regierung bei den Verhandlungen mit den vermeintlichen Hitler-Gegnern dokumentiert.